# Teoria da escada
A teoria da escada, ou T.E., é uma explicação, baseada na sabedoria popular, de como homens e mulheres avaliam membros do sexo oposto baseando-se em primeiras impressões. No modelo de T.E., essa decisão é tipicamente feita de forma rápida e decisiva, determinando o potencial da outra pessoa como um futuro companheiro.
A T.E. começou como uma sátira, mas foi desenvolvida e tornou-se um modelo mais completo da dinâmica da atração entre os sexos. Embora essa teoria tenha muitos defensores e afirme estar baseada em anos de pesquisa sociológica, ela nunca foi apresentada em uma publicação gabaritada ou fórum científico. Da mesma forma, seus proponentes não citam estudos ou dados que apoiem suas conclusões.

## Interesses amorosos e conhecidos
A Teoria da Escada tenta explicar as diferenças em que homens e mulheres avaliam potenciais amigos e parceiros sexuais do sexo oposto. Ela baseia-se na notória tendência de homens estarem mais à vontade com a ideia de manterem  relações sexuais com suas amigas do que o oposto. Assim, a T.E. presume que uma amizade platônica entre um homem e uma mulher, na prática, diminui, e não aumenta, a probabilidade de que essa evolua para um relacionamento sexual, devido à notada tendência de mulheres manter uma forte separação entre ambos tipos de relações. Como resultado disso, o processo inicial de tomada de decisões sobre a classificação de um dado relacionamento é considerado essencial para a compreensão. Esse processo de classificação e avaliação é representado como uma "escada".
A T.E. argumenta que mulheres heterossexuais categorizam homens em "possíveis parceiros sexuais" (chamado às vezes de "escada dos potenciais") ou "conhecidos sem interesse sexual" (às vezes chamado de "escada da amizade"). Cada categoria tem um ranking sequencial entre seus membros, considerando-se o grau de desejo sexual ou de amizade percebido. A separação em duas escadas é originada da tendência das mulheres em atribuir valores às escadas baseando-se em critérios significativamente diferentes: as qualidades tidas como desejáveis em um amigo são em geral bem distintas daquelas buscadas em um parceiro sexual. A T.E. também presume a tendência das mulheres em inferir que a presença de um grupo de qualidades equivale à ausência de outro—essencialmente, que a posição de um homem específico em uma escada seria inversamente proporcional à sua posição na outra—o que as levaria a fixar a categorização, uma vez atribuída.
Os homens que se tornam cientes de que foram "colocados" na "escada do nunca" contra a sua vontade, na T.E., são aconselhados a não tentar provocar uma troca de categorias. Tal ato é percebido como uma agressão emocional indesejada, e pode provocar hostilidade ou afastamento em contrapartida.
Por outro lado, a teoria da escada diz que homens tendem a avaliar mulheres em uma única escada, combinando valores de desejo sexual e relacionamento em um medida total de prioridade (com a primazia geralmente para atração sexual).
Mulheres colocadas no topo da escada masculina representam um ideal absoluto de desejabilidade, em geral uma combinação de extrema atração sexual com algumas outras qualidades pessoais de interesse do homem em questão, como expectativas sociais, preocupações pragmáticas ou ideais não-sexuais. Apenas a parte mais baixa da escada masculina, pela T.E., estaria reservada para mulheres definitivamente excluídas de seu interesse sexual.

## "Caras legais" e "prostitutas intelectuais"
As diferenças entre o sistema de escada única masculino e o sistema de duas escadas feminino, segundo a teoria da escada, geralmente levam a incompreensão mútua. O mais clássico exemplo na T.E. seria o do "cara legal". Nesse modelo, um homem procura aumentar seu apelo com uma mulher demonstrando qualidades que ela valoriza em outra pessoa (por exemplo, paciência, gentileza, consolação). Para ele, isso é percebido como simplesmente um aumento em seu apelo total na escada única; para ela, no entanto, tal comportamento elevaria sua posição na "escada da amizade" e, por consequência, o rebaixaria na escada de potenciais.
Um termo mais grosseiro para o mesmo princípio vem do conto "The Whore of Mensa", de Woody Allen: a T.E. sugere que um homem que tente apelar para uma mulher através de estimulação intelectual corre o risco de, ao invés de tornar-se ou substituir o parceiro sexual dessa mulher, tornar-se o que Allen satiricamente descreve como sendo uma "prostituta intelectual" -- alguém procurado apenas com propósitos intelectuais, sem o menor interesse por parte da mulher em ampliar o relacionamento em outras dimensões.
A T.E. afirma que há menos estigma ligado a uma mulher manter amizades platônicas com outros homens fora de seu relacionamento sexual primário do que o oposto, devido à notória separação de valores nas escadas, e que isso  leva a um certo grau de hipocrisia: as mulheres poderiam manter múltiplas relações para satisfazer todas suas necessidades sociais, enquanto que os homens teriam que encontrar satisfação para suas necessidades sociais em apenas uma relação.
A afirmação principal da teoria da escada é que o clássico comportamento "legal" em um cortejo seria na verdade uma tática menos produtiva do que se supõe, podendo inclusive ser contraprodutivo, dado que as mulheres tipicamente considerariam isso como sendo falta de confiança, ao invés de devoção ou bom caráter. A estratégia mais eficiente, segundo a T.E., seria estabelecer o grau de desejabilidade na "escada dos potenciais" em primeiro lugar, só depois buscando uma posição alta na "escada da amizade", e não o contrário.

## Críticas[carecede fontes?]
Enquanto que a teoria da escada tem verificação observacional suficiente de modo a não poder ser sumariamente ignorada, ela apresenta valor limitado na prática nas relações. Além de ser generalizada demais para estimar preditibilidade em indivíduos, ela seria misógina e misândrica ao mesmo tempo em suas suposições sobre as motivações relacionais e sexuais de homens e mulheres. Ela presumiria uma hipocrisia inata[carece de fontes?] nas mulheres (a diferença entre as "escadas" seria ou desconhecida pela própria mulher, ou ocultada dos homens como uma estratégia) e uma inata[carece de fontes?] venalidade nos homens (considerando que eles classificam todas as mulheres de acordo com seu desejo sexual em primeiro lugar, usando outras qualidades como "critérios de desempate"). Defensores da teoria respondem às críticas com a alegação que durante os flertes as mulheres tendem à passividade enquanto que os homens tendem a manter uma postura ativa ou agressiva. Como o desejo e a conduta sexual masculinos estão relacionados com o hormônio testosterona, a maior agressividade dos homens pode estar relacionada a intenções predominantemente sexuais.
A T.E. pode ser útil para expor certos maus hábitos que ocorrem na dinâmica de relacionamentos, mas ela teria mais valor para apontar comportamentos negativos a serem evitados em si mesmo do que como um modelo para manipular ou explorar outras pessoas.
Por outro lado, ao considerar tanto os homens quanto as mulheres tendo suas escadas a teoria deixaria de ser misândrica e passaria a ser igualitária[carece de fontes?]. Esta abordagem é mais condizente com os tempos atuais, onde as mulheres têm conquistado cada vez mais espaço na sociedade[carece de fontes?].